# Greg Hetson

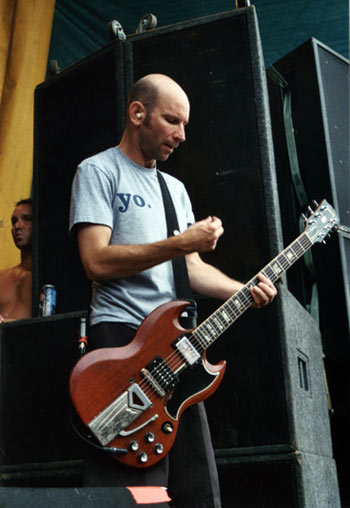
Greg Hetson med Bad Religion 2006

Greg Hetson, född 29 juni 1961 i Brooklyn, New York, är en amerikansk gitarrist, känd som medlem i hardcorebanden Circle Jerks och Bad Religion.
Hetson föddes i New York men flyttade vid två års ålder till Los Angeles, Kalifornien. Han inledde sin musikkarriär i bandet Redd Kross som han lämnade för Circle Jerks 1980. Han har varit gitarrist i Bad Religion sedan 1985, men gästade bandet redan på debut-LP:n How Could Hell Be Any Worse? från 1982, där han bidrog med ett gitarrsolo till låten "Part III". Sedan 1994 alternerar han mellan Bad Religion och Circle Jerks. 
Mellan 2006 och 2008 spelade han även i hardcoresupergruppen Black President. Greg Hetson var också med i supergruppen Punk Rock Karaoke som han själv bildade, med medlemmar Eric Melvin (NOFX), Jennifer Finch (L7), Derek O'Brien (Social Distortion), och Bob Mothersbaugh (Devo). Greg Hetson spelar själv gitarr i bandet. Senare medlemmar inkluderer Steve Soto (Adolescents, Agent Orange, C.J. Ramone), Stan Lee (The Dickies), Eddie Tatar (The Dickies, D.I.), och då Derek O'Brien slutade, Darrin Pfeiffer (Goldfinger) på trummor. Greg Hetson spelar också i hardcore-punkbandet G.F.P.
Hetson arbetar för tiden tillsammans med Loomis Fall, med ett project som inkluderar gästartister som Bobby Alt, Chris Vrenna, Christopher Chartrand och ljudtekniker Josh Achziger.